# Cupa Jean Luca P. Niculescu 1916
Die Cupa Jean Luca P. Niculescu 1916 war das 7. Turnier in der Geschichte der rumänischen Fußballmeisterschaft. Die Spiele fanden zwischen dem 6. März bis 15. Mai 1916 statt.

## Abschlusstabelle
| Pl. | Verein             | Sp. | S | U | N | Tore    | Quote | Punkte |
| --- | ------------------ | --- | - | - | - | ------- | ----- | ------ |
| 1.  | Prahova Ploiești   | 6   | 5 | 0 | 1 | 014:200 | 7,00  | 10:20  |
| 2.  | Bukarester FC      | 6   | 3 | 2 | 1 | 011:800 | 1,38  | 08:40  |
| 3.  | Colțea Bukarest    | 6   | 0 | 3 | 3 | 003:130 | 0,23  | 03:90  |
| 4.  | Colentina Bukarest | 6   | 0 | 1 | 5 | 004:150 | 0,27  | 01:11  |

Platzierungskriterien: 1. Punkte – 2. Torquotient

## Kreuztabelle
Die Kreuztabelle stellt die Ergebnisse aller Spiele dieser Saison dar. Die Heimmannschaft ist in der linken Spalte aufgelistet und die Gastmannschaft in der obersten Reihe.
| 1916 | 1916               | 1   | 2    | 3    | 4    |
| ---- | ------------------ | --- | ---- | ---- | ---- |
| 1.   | Prahova Ploiești   |     | 3:01 | 3:01 | 3:01 |
| 2.   | Bukarester FC      | 2:0 |      | 1:1  | 6:3  |
| 3.   | Colțea Bukarest    | 0:4 | 1:1  |      | 2    |
| 4.   | Colentina Bukarest | 0:1 | 0:1  | 1:1  |      |

1 Die Bukarester Vereine sind kriegsbedingt nicht angetreten.
2 Das Spiel wurde nicht ausgetragen und für beide Mannschaften als mit 0:3 verloren gewertet.

## Sonstiges
Prahova Ploiești wurde durch den bevorstehenden Eintritt Rumäniens in den Ersten Weltkrieg begünstigt, da es den Bukarester Vereinen nicht mehr möglich war, in Ploiești anzutreten. Die Spiele wurden mit 3:0 für Prahova gewertet.